# Jaume de la Geltrú
Jaume de la Geltrú fou un cavaller de l'Orde de Sant Joan de Jerusalem, que fou successivament comanador de Susterris i Siscar (1439) així com membre de la comanda de Vallfogona de Riucorb.
Era fill del donzell barceloní Guadalbert de la Geltrú, procurador del comtat d'Empúries, i de Constança de Gualbes.
Va arribar a ser Prior de Catalunya i com a tal es va oposar a la política de Joan II, d'aquí que estigués en el bàndol rebel durant la Guerra Civil Catalana, juntament amb el qui fou castellà d'Amposta i des de 1461, Mestre de l'Hospital, Pere Ramon Sacosta.
Va marxar en diverses ocasions a  Rodes per defensar-la dels atacs mamelucs i turcs, així el trobem en el setge de 1453 i el de 1479. A Rodes fou lloctinent del mestre Sacosta i ho era el 1466 quan Sacosta va morir a Roma on havia anat per demanar ajuda al papa davant les pretensions de Joan II d'Aragó i per tenir-hi Concili de l'Orde.